# Emmanuel Curtil
Emmanuel Curtil (Charenton-le-Pont, 7 febbraio 1971) è un attore e doppiatore francese, noto per essere la voce francese di Jim Carrey, Matthew Perry in Friends e Pippo (in sostituzione di Gérard Rinaldi).

## Biografia
È fratello dell'attrice Sylvie Jacob e compagno dell'attrice e cantante Anne Tilloy con la quale ha generato una figlia.

## Filmografia

### Cinema
- I miserabili (Les Misérables) - regia di Robert Hossein (1982)
- Un dimanche de flic - regia di Michel Vianey (1983)
- Vive les femmes ! - regia di Claude Confortès (1984)
- Un été d'orages - regia di Charlotte Brändström (1989)

### Televisione
- La Petite Fille modèle - serie TV (1985)
- Le Cri de la chouette - serie TV (1986)
- Il commissariato Saint Martin (P.J.) - serie TV (1 episodio) (1998)
- Commissario Navarro (Navarro) - serie TV (1 episodio) (2005)

## Doppiaggio
- Jim Carrey in Se ti mordo... sei mio, The Mask, Ace Ventura - L'acchiappanimali, Scemo & più scemo, Ace Ventura - Missione Africa, Il rompiscatole, Bugiardo bugiardo, The Truman Show,  Man on the Moon, Io, me & Irene, Il Grinch, The Majestic, Una settimana da Dio, Se mi lasci ti cancello, Lemony Snicket - Una serie di sfortunati eventi, Dick & Jane - Operazione furto, Yes Man, A Christmas Carol, Colpo di fulmine - Il mago della truffa, I pinguini di Mr. Popper, Kick-Ass 2, L'incredibile Burt Wonderstone,Anchorman 2 - Fotti la notizia, Scemo & + scemo 2, Sonic - Il film, Sonic 2 - Il film, Sonic 3 - Il film
- Mike Myers in Fusi di testa, Fusi di testa 2 - Waynestock, Austin Powers - La spia che ci provava, Mistery, Alaska, Una hostess tra le nuvole, Il gatto... e il cappello matto, Love Guru,  Bohemian Rhapsody, Amsterdam
- Matthew Perry in Mela e Tequila - Una pazza storia d'amore con sorpresa, FBI: Protezione testimoni, Tutta colpa di Sara, 17 Again - Ritorno al liceo, Friends
- Johnny Knoxville in A Dirty Shame, Jackass Number Two, Jackass 3D, Fun Size, The Last Stand - L'ultima sfida, Comic Movie, Skiptrace - Missione Hong Kong, Jackass Forever
- Ben Stiller in Amici & vicini, Ti presento i miei, Zoolander, Anchorman - La leggenda di Ron Burgundy, Mi presenti i tuoi?, Vi presento i nostri
- John Leguizamo in Super Mario Bros.
- Alan Tudyk in Superman

### Film d'animazione
- Zucchini in Mune - Il guardiano della luna
- Starchild in Scooby-Doo e il mistero del Rock'n'Roll
- Angus in Rock Dog
- Hector in Zombillenium
- Chikos in Argonuts - Missione Olimpo
- Faon in Sherlock Gnomes
- Willy Wonka in Tom & Jerry: Willy Wonka e la fabbrica di cioccolato
- Dragon King in The Monkey King

### Serie d'animazione
- Teddy in Galaxy Express 999
- George in Hello Sandybell
- Ace Ventura in Ace Ventura
- Funky Kong in Donkey Kong Country
- Peter Shephard in Jumanji
- Bob Alman in God, the Devil and Bob
- Jack "Dick" Kowalski in Funky Cops
- Valeriano in Pat & Stan
- Hugh Neutron in Le avventure di Jimmy Neutron
- Hideki Motosuwa in Chobits
- Thomas L. Dubois in The Boondocks
- Pippo in Topolino, Topolino - Strepitose avventure, DuckTales, Il meraviglioso mondo di Topolino
- Rubber Soul in Le bizzarre avventure di JoJo: Stardust Crusaders
- Rana in La Civetta & Co
- Zorka in Blake sotto assedio!
- Kinoshita in Back Street Girls
- Flynn in Skylanders Academy
- Mr. Magoo in Mr. Magoo
- Chef in I Puffi
- Adam in Hazbin Hotel
- Alieni Serpo in DanDaDan

### Videogiochi
- Jeff Gorvette in Cars 2
- George Stobbart in Broken Sword 5: La maledizione del serpente
- Hoot Loop in Skylanders: Swap Force
- X-PO / Kevin in LEGO Dimensions
- Agent 11 3/5 in Skylanders: SuperChargers
- Sindrome in LEGO Gli Incredibili
- Assurancetourix e Gaio Giulio Cesare in Asterix & Obelix XXL 3: The Crystal Menhir
- Ghostface in Mortal Kombat 1

## Doppiatori italiani
Nelle versioni italiane dei suoi ruoli da doppiatore è stato doppiato da:
- Fabio Boccanera in Funky Cops
- Sergio Luzi in Mune - Il guardiano della luna
- Angelo Maggi in Argonuts - Missione Olimpo
- Gerolamo Alchieri in Pat & Stan
- Fabrizio Mazzotta in La Civetta & Co
- Luca Dal Fabbro in Mr. Magoo
- Roberto Accornero e Marco Pagani in Asterix & Obelix XXL 3: The Crystal Menhir